# Capareiros
Capareiros é um antigo couto e depois concelho do vale do Lima, com apenas uma freguesia, e que foi extinto, por Decreto de 6 de Novembro de 1836, ao ser integrado no concelho (atual município) de Viana do Castelo.
O nome da freguesia permaneceu, até que foi mudado para Barroselas, que era apenas um seu lugar, por decreto-lei a 20 de Fevereiro de 1971;  este foi publicado no Diário do Governo de 5 de Março do mesmo ano.